# Bugatti Veyron
Bugatti Veyron EB 16.4 je supersportski automobil marke Bugatti kojeg proizvodi Volkswagen od 2005. godine u Dorlisheimu u Francuskoj. Ime je dobio po francuskom trkaču Pierreu Veyronu koji je Bugattiju 1939. donio pobjedu na 24 sata Le Mansa, kratica EB su inicijali osnivača Bugattija Ettorea Bugattija, a 16.4 označava 16 cilindara i četiri turbo punjača. Do kraja 2007. proizvedeno je ukupno 132 Veyrona.

## Povijest
Povijest ovog automobila započinje 1999. kada je predstavljen koncept EB 18/4 Veyron. Sljedeće godine na ženevskom sajmu automobila je Volkswagen najavio da će to biti najbrži, najjači i najskuplji automobil u povijesti. Za razliku od koncepta koji je imao motor od 18 cilindara, odlučeno je da će produkcijski automobil imati 16 cilindara i čak 1001 KS. Obećana maksimalna brzina je bila 407 km/h, a cijena milijun eura.
Razvoj je krenuo 2001., dok je rečeno da će proizvodnja krenuti dvije godine poslije, no tijekom razvoja su se pojavili mnogobrojni problemi, od kojih je najveći nestabilnost na visokim brzinama. Zbog toga je i tijekom demonstracije jedan Veyron uništen na stazi Laguna Seca u SAD-u. Proizvodnja je odgođena za 2004., da bi prvi Veyron spreman za prodaju sišao s proizvodne trake tek u jesen 2005.

## Posebna izdanja

### Pur Sang
Dne 10. rujna 2007. je na frankfurtskom sajmu automobila predstavljeno posebno izdanje Veyrona, nazvano Pur Sang. Razlika je u potpuno karbonskoj karoseriji i izmijenjenim aluminijskim naplatcima. Proizvedeno je samo pet Veyrona Pur Sang.

### Fbg par Hermès
Ovaj Veyron, predstavljen početkom 2008. je izrađen u suradnji s francuskom modnom kućom Hermès. Razlikuje se po redizajniranom prednjem dijelu i potpuno novim osmerokračnim aluminijskim naplatcima. U unutrašnjosti je korištena posebna koža, a serijski je opremljen i specijalnim kovčegom, koji je dozajnirao Hermès, a koji prati oblik prtljažnika.

### Grand Sport
Bugatti je 2007. najavio targa izvedbu Veyrona koja je godinu poslije stigla u obliku Grand Sporta. S tvrdim krovom je brzina ista kao na coupeu, 407 km/h, bez krova je ograničena na 360 km/h, dok je s mekim krovom ograničena na samo 130 km/h. Prvi Grand Sport je prodan za 2,9 milijuna $ (16 milijuna kuna).

## Tehničke osobine
Veyron pokreće Volkswagenov motor od 16 cilindara (dva motora od 8 cilindara spojena u jedan), 64 ventila i 1001 konjsku snagu. Motor hladi čak 10 hladnjaka. Mjenjač je BorgWarner-ov sedmostupanjski poluautomatski DSG i omogućuje promjenu brzine za vrijeme od 8 milisekundi. Koristi i specijalne Michelin gume koje mogu podnijeti velike brzine. Pri maksimalnoj brzini u jednoj sekundi u motor uđe zraka koliko prosječan čovjek udahne u četiri dana i puni spremnik goriva od 100 litara potroši za 12 minuta, dok bi se gume nakon 15 minuta potpuno rastopile.

## Performanse
| Osnovne brojke    | Osnovne brojke                    | Osnovne brojke | Osnovne brojke                   |
| ----------------- | --------------------------------- | -------------- | -------------------------------- |
| Automobil         | Središnje, 4x4                    | Osnovna cijena | €1,200.100 (£850.000/$1,600.000) |
| Motor             | W16 s 4 turbopunjača i 64 ventila | Obujam         | 7993 cc                          |
| Performanse       |                                   |                |                                  |
| Maksimalna brzina | 408,47 km/h                       | 0–100          | 2,46 s                           |
| 0–160             | 6,4 s                             | 0-200          | 9,1 s                            |
| 0-300             | 17,5 s                            | 0-400          | 54 s                             |

## Cijena
Cijena Veyrona bez poreza, davanja, cijene isporuke i ostalih troškova je oko 1,2 milijuna eura (više od 8 milijuna kuna). Završna cijena je oko 1,5 milijuna eura.